# Genii Cucullati

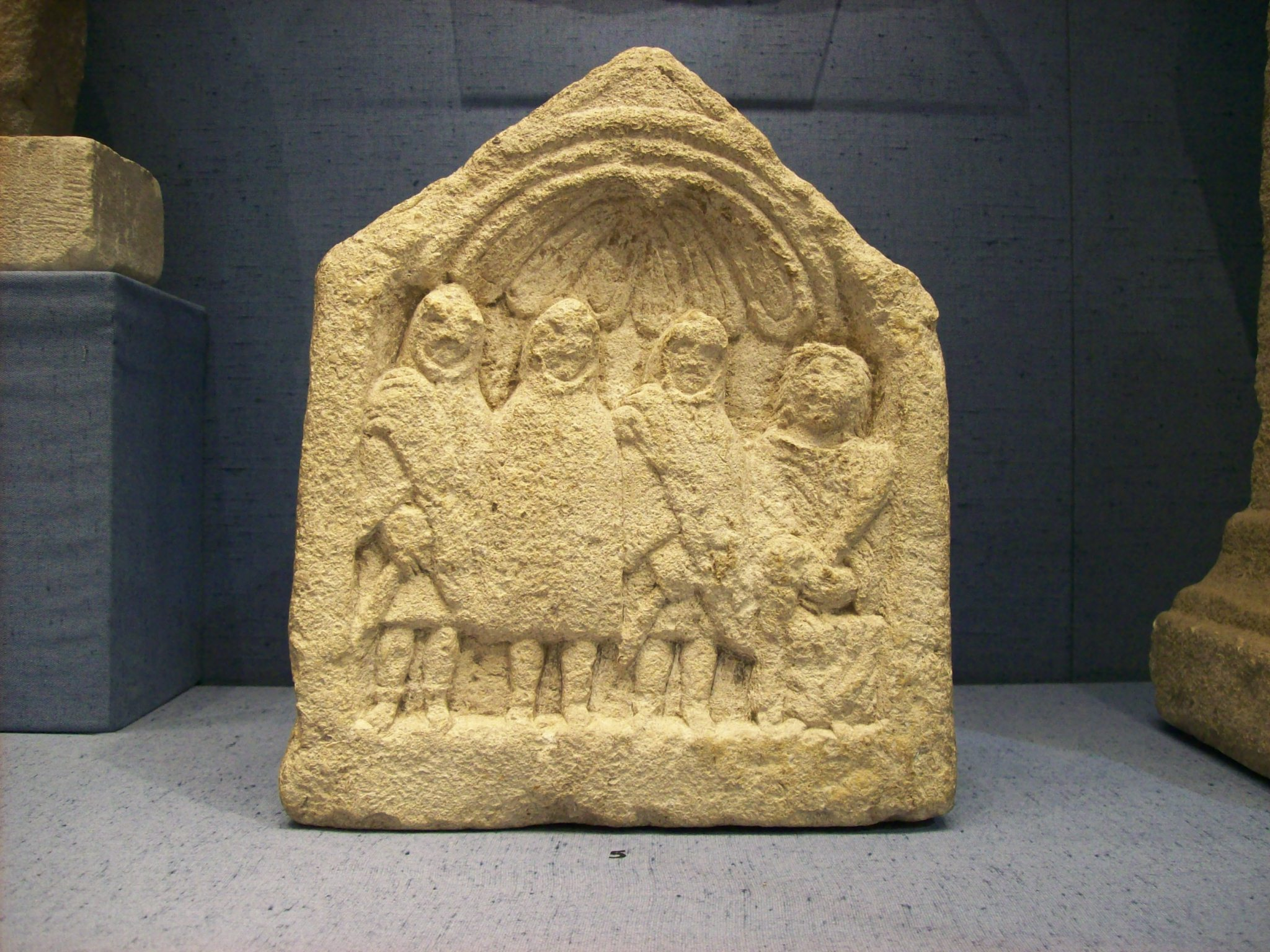
Três Genii Cucullati e uma deusa sobre um apoio da Britânia Romana

Os Espíritos Encapuzados ou Genii Cucullati são figuras encontradas em esculturas religiosas através da região romano-céltica da Britânia a Pannonia, retratadas como "figuras apressadas encobertas entalhadas de um modo quase abstrato" (Henig, 62).  São encontradss em uma concentração particular em Rhineland (Hutton).  Na Britânia tendem a ser encontradss em uma forma de deidade tripla, que parece ser específica às representações britânicas (De la Bedoyère).
A capa de disfarce era especialmente associada aos gauleses ou celtas, durante o período romano. O deus da saúde disfarçado era especificamente conhecido como Telésforo e pode ter sido originado de um sincretismo greco-gálico com os Gálatas na Anatólia no 3o. século A.C.
A significância religiosa destas figuras ainda é, de alguma forma obscura, desde que nenhuma inscrição tem sido encontrada com eles neste contexto britânico (De la Bedoyère). Existem, entretanto, indicações de que possam ser espíritos da fertilidade de algum tipo.  Ronald Hutton argumenta que, em alguns casos, estão carregando formas que podem ser vistas como ovos, simbolizando vida e renascimento, enquanto Graham Webster tem argumentado que os capuzes curvados são semelhantes de muitos modos às pedras de falos curvados dos romanos contemporâneos. Entretanto, várias destas figuras também parecem carregar espadas e adagas, e Henig as discuste no contexto de cultos de guerreiro.
Guy de la Bédoyère também alerta contra fazer muita interpretação sobre as diferenças de tamanho e a natureza das figuras, que têm sido usadas para promover teorias de diferentes papéis para as três figuras, argumentando que o nível de habilidade da maioria dos entalhes e pequenas diferenças no tamanho, são mais prováveis de ser consequências de imprecisão, e aponta que a arqueologia experimental tem mostrado figuras encapuzadas como um dos conjuntos mais fáceis de figuras a entalhar.